# Ceratomia catalpae
Espèce
Ceratomia catalpae est une espèce d'insectes lépidoptères de la famille des Sphingidae.

## Description
Ceratomia catalpae adulte est gris-brun avec une bande circulaire de brun foncé ou de noir entourant son thorax. Chaque aile antérieure a une petite marque sombre vers le milieu, avec un point blanc dans la cellule. Le corps mesure environ 30 mm de long. L'envergure est de 65 à 95 mm.

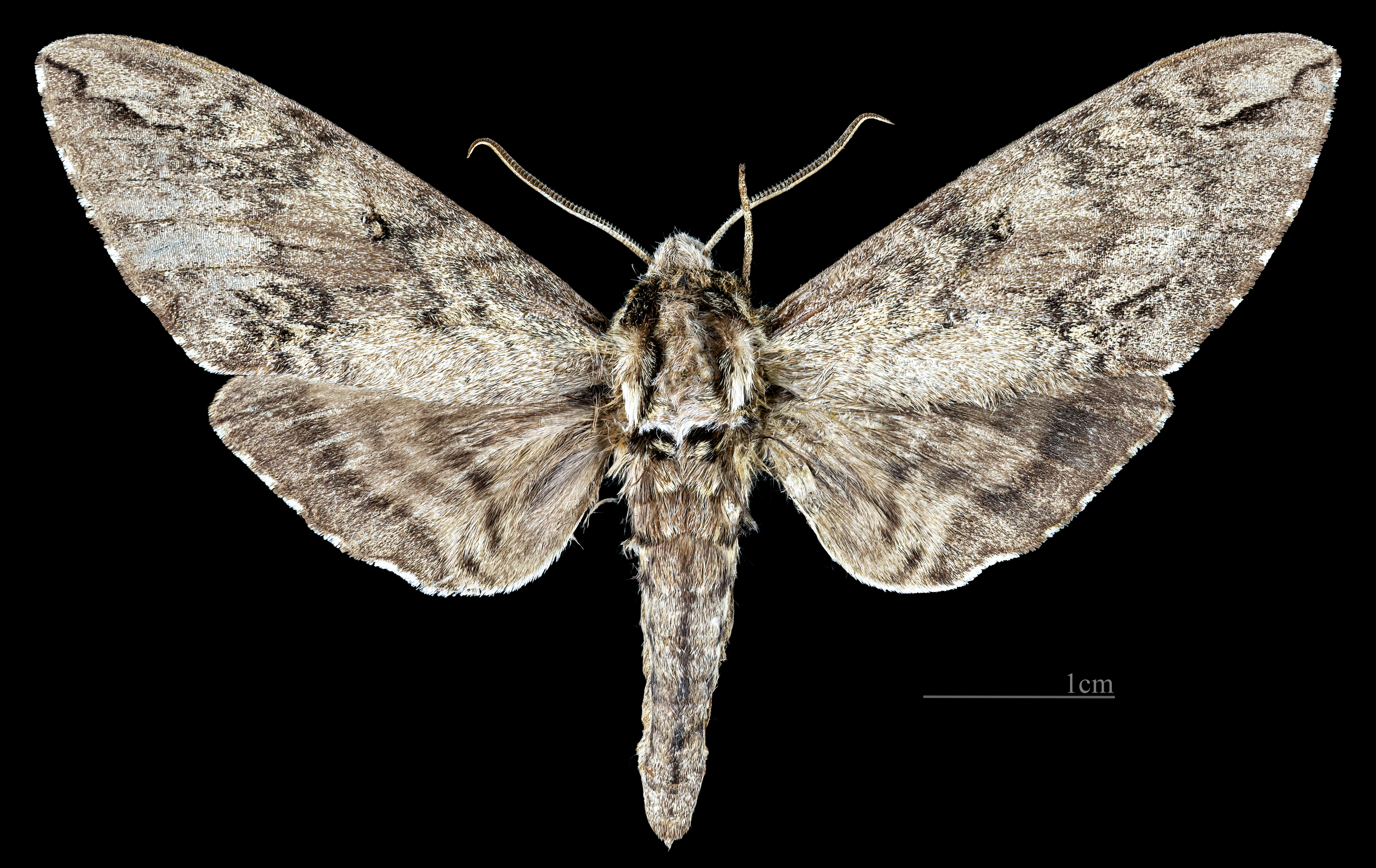
♂
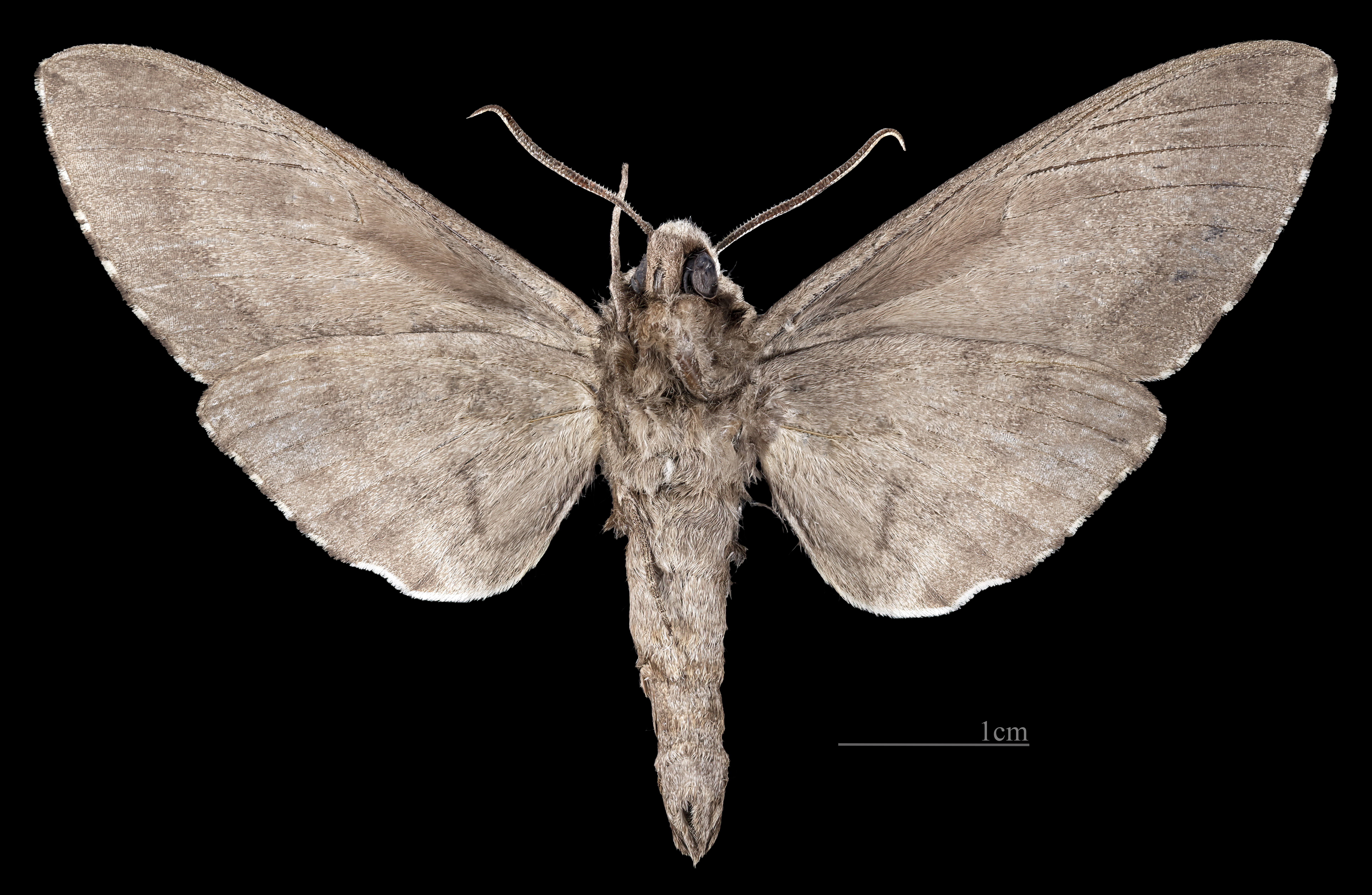
♂ △
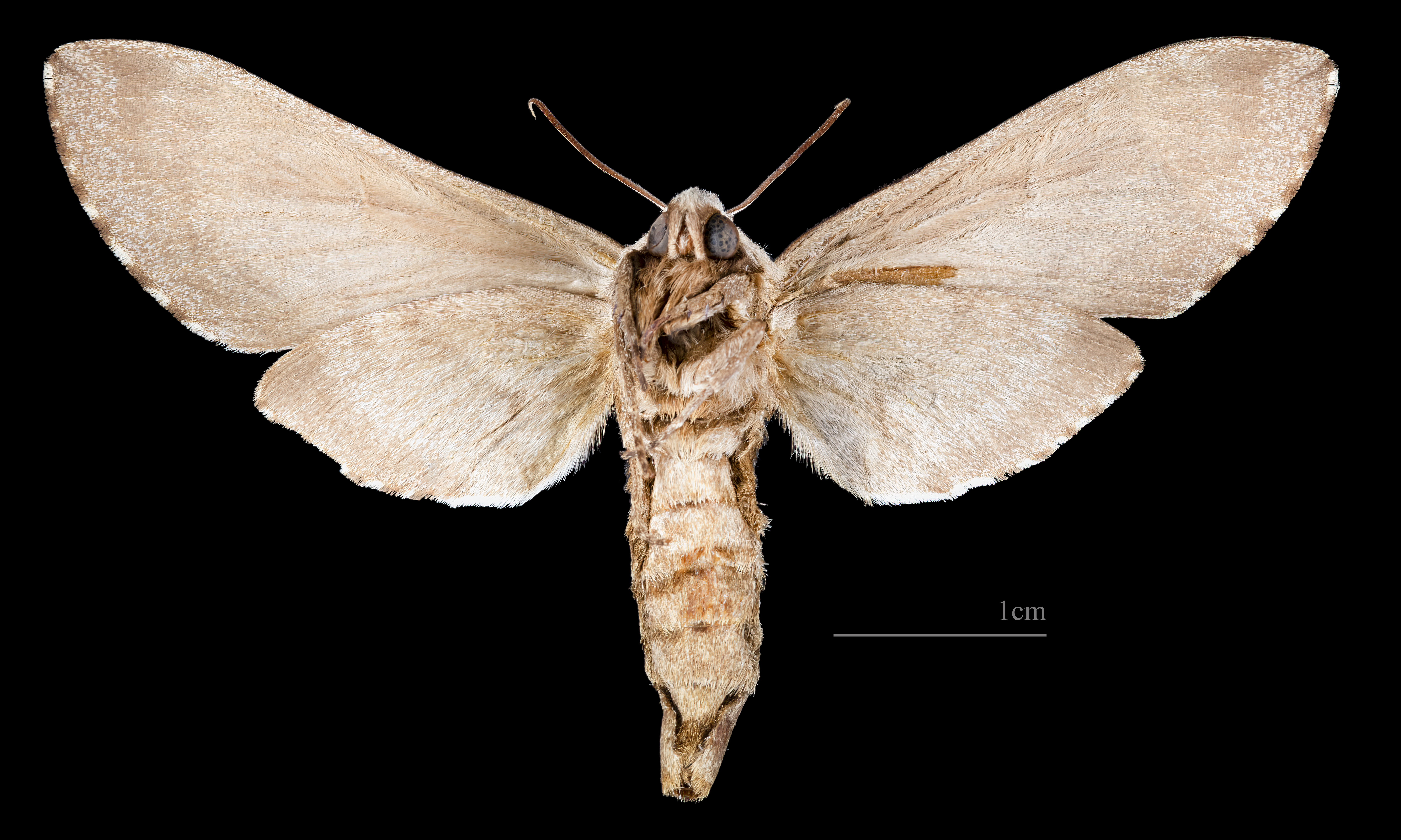
♀
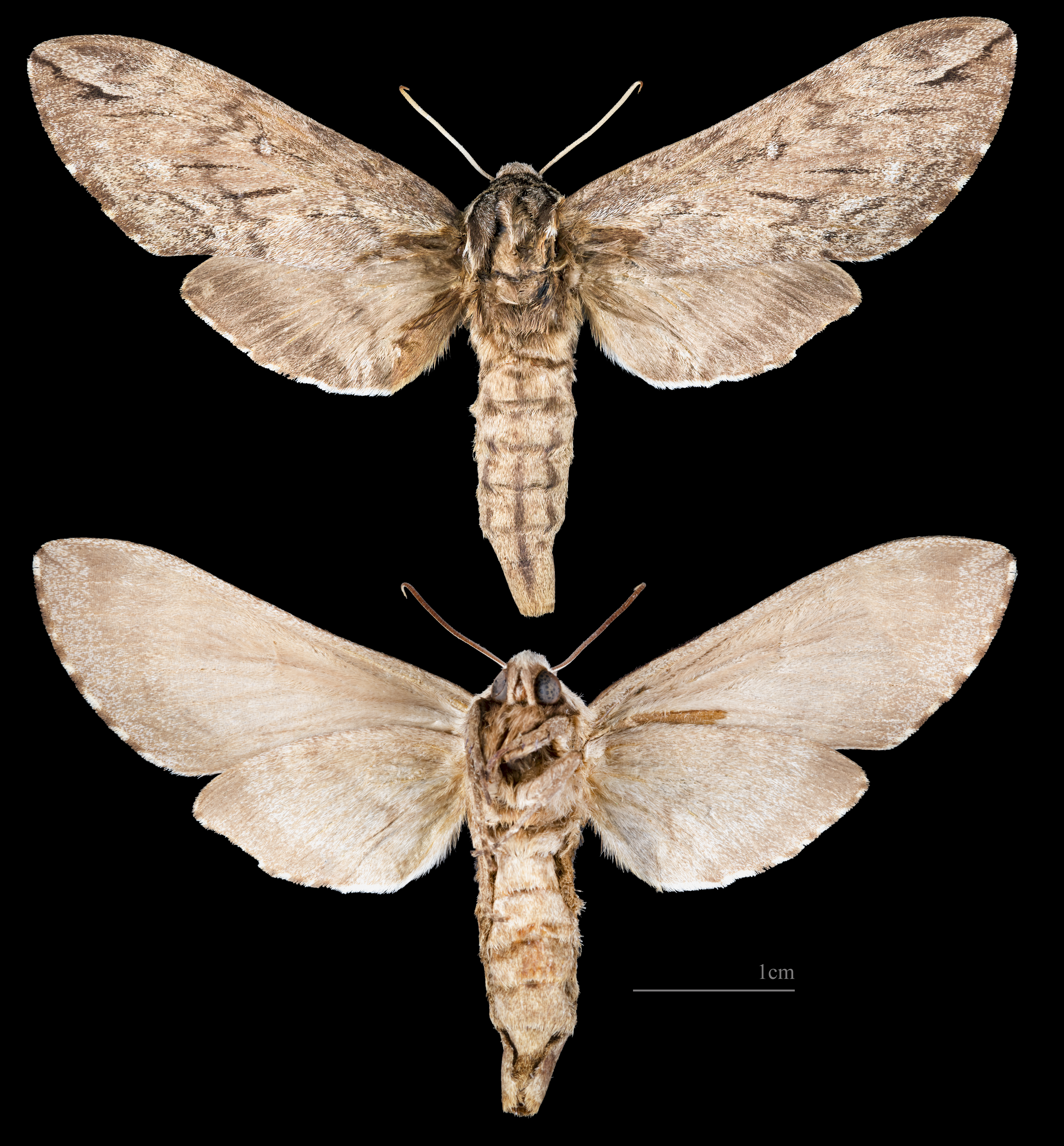
♀ △